# Ватутина, Мария Олеговна
Мария Олеговна Ватутина (род. 4 мая 1968, Москва) — российская поэтесса и журналистка, редактор, прозаик, драматург. Член Союза писателей Москвы (2014).

## Творческая деятельность
Окончила Московский юридический институт (ныне МГЮА, 1995). Училась в аспирантуре юридического института.
Работала юристом, адвокатом, журналистом, главным и выпускающим редактором юридического журнала.
Второе образование — Литературный институт (2000, семинар Игоря Волгина). Член Союза писателей России с 1997 года по 2011 год. С 2014 года — член Союза писателей Москвы.
Первая публикация в 1995 году. Печаталась в журналах «Новый мир», «Октябрь», «Знамя», «Волга», «Новый Берег», «Современная поэзия», «Кольцо „А“», «Поэзия», «Улов», «Сетевая поэзия», Prosōdia; в альманахах и сборниках. Рассказы включены в сборник молодых писателей «Идея соловья» (1999), стихи вошли в Антологию новейшей русской поэзии «Девять измерений» (2004), альманах «Паровозъ» и другие издания, представляющие современную русскую поэзию. Эссе о творчестве М. Ватутиной включено в антологию Дмитрия Бака «Сто поэтов начала 21 века».
Является эссеистом интернет-портала «Современная литература», ведущей мастер-классов Зимней школы писателей Международного музыкального фестиваля Юрия Башмета и Форума молодых писателей, членом жюри многочисленных конкурсов.
В 2020—2021 годах заведовала литературной частью МХАТ им. М. Горького.

## Фестивали

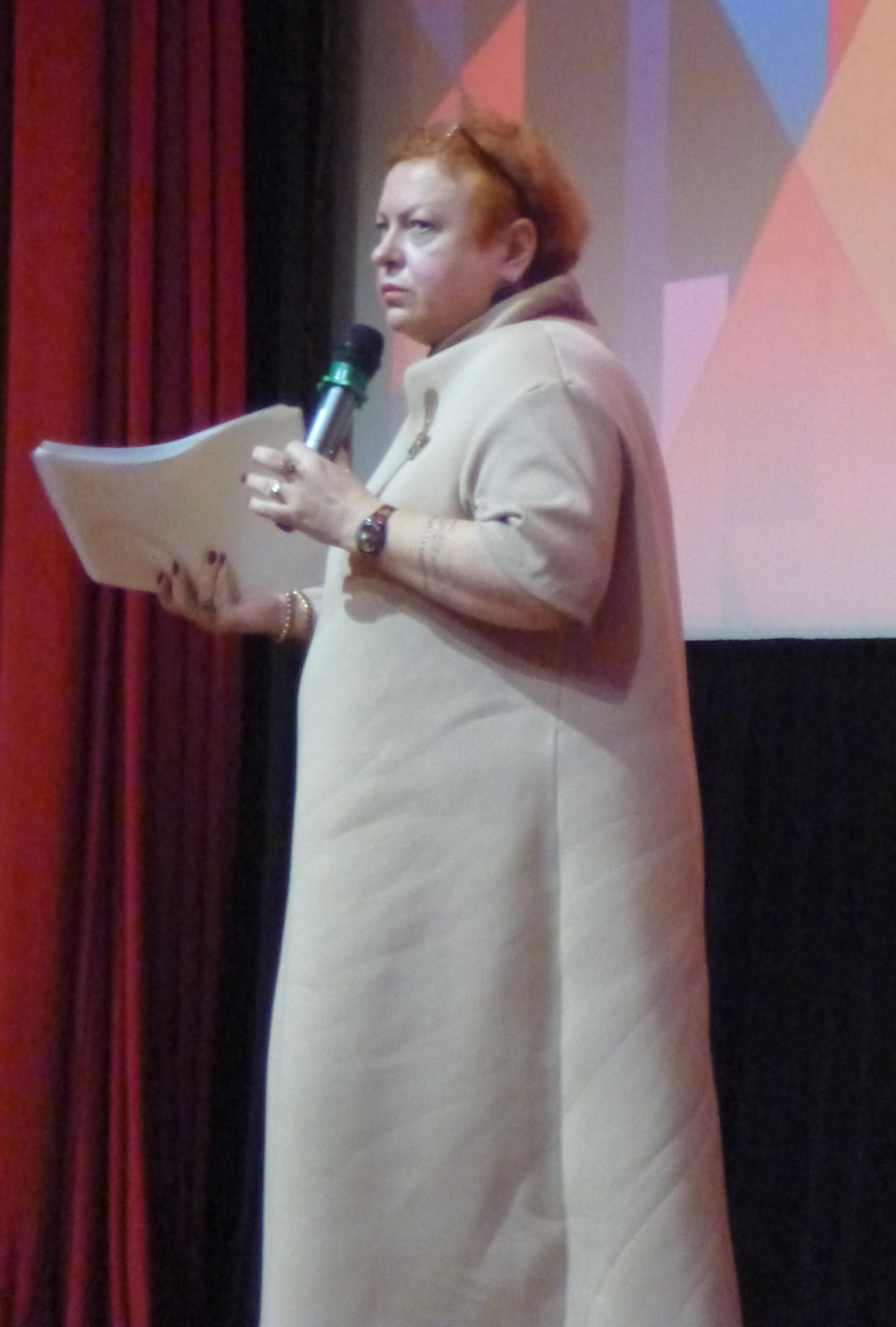
Мария Ватутина читает стихи на вечере фронтовой лирики на кинофестивале «Россия», 6 октября 2023 года

Участница фестивалей и вечеров поэзии в Киеве, Пскове, Ярославле, Когалыме, Михайловском, Карабихе, Ашхабаде, Калуге, Минске, Санкт-Петербурге, Ижевске, Коктебеле, Суздале, Сочи, Иркутске, Красноярске, Барнауле, Севастополе, Саратове, Калининграде, Ростове-на-Дону, Коломне, Туле, Санкт-Петербурге, Пензенской, Ульяновской и Челябинской области, в Армении и Баку, на Северном Кавказе, в Ульяновске, в Шахматово, Овстуге, Комарово, Карабихе, Переделкино, и др.
Ведущая мастер-классов Фонда Филатова (Фонд СЭИП), «Зимней школы поэтов» в рамках Зимнего международного фестиваля искусств Юрия Башмета, гость образовательного центра «Сириус» с выступлениями и лекцией о современном положении поэзии в России и др.
Участница фестиваля «Традиция», «Гусли мира», «Петербургские мосты», «КУБ», «Киевские Лавры», «Международного литературного фестиваля им. М. Горького», «Шукшинского фестиваля» и др.
В разные годы член жюри литературных конкурсов и премий «Лицей», «Заблудившийся трамвай», «Поэт года», «Писатель года», «О, Русь моя», «Наследие», «Волошинский конкурс» и др.
Участник Российского литературного собрания и встречи литераторской общественности с В. В. Путиным — 2014 год.
Участница студии «Луч» при МГУ Игоря Волгина, а также поэтических вечеров студии в историческом здании МГУ в разные годы.
Участник «Театра Автора». Постоянный автор портала «Совлит».
Постоянная участница ежегодного Международного конгресса «Русская словесность в мировом культурном контексте»
Участница поэтического спектакля «Кофе на ночь», режиссёр Елена Панкова-Тарасова (2018—2019), а также фильма Олеси Фокиной «В моей руке лишь горстка пепла».
В 2019 году во МХАТ им. М. Горького состоялся спектакль по стихам Марии Ватутиной в рамках проекта «Сезон стихов».
Автор спектаклей «Ищите женщину» — премьера март 2018 года в Литературном салоне «Дом Булгакова», «После кино», режиссёр Е. Панкова-Тарасова. Премьера 9 мая 2021 года во МХАТ им. М. Горького, литературных капустников в Доме Булгакова.
Стихи Марии Ватутиной положены на музыку Еленой Фроловой, Алексеем Карелиным и другими композиторами и исполнителями.

## Поддержка нападения на Украину
В 2022 году написала ряд стихотворений в поддержку вторжения России на Украину. Включена в список 6000 разжигателей войны (раздел «Деятели культуры»). Приняла участие в марафоне «Za Россию» в поддержку нападения на Украину, после чего обвинила организаторов в завышении в сметах гонораров участников. Относилась к категории Z-поэзия.

## Санкции
1 июня 2022 года Латвия запретила въезд в страну М. Ватутиной за поддержку и оправдание агрессии России на Украине.
Национальное агентство по предотвращению коррупции Украины выступило с инициативой о введении против М. Ватутиной международных санкций. В обосновании говорится, что М. Ватутина «распространяет нарративы в соответствии с кремлевской пропагандой для целей оправдания действий России, которые подрывают и угрожают территориальной целостности, суверенитету и независимости Украины, а также ее стабильности и безопасности».

## Рецензии
По мнению Игоря Волгина,

Стихи Марии Ватутиной — жестокое и честное свидетельство того, что с нами происходит. Мы имеем дело с очень современным поэтом, чья лирическая память отнюдь не свободна от наследственного груза истории и культуры.

По мнению Александра Карпенко,

У Ватутиной — нутряное переживание внешнего и внутреннего мира. Градус переживания — запредельный, на разрыв. Она и «народный» поэт, и тонкий философ. Мне кажется, Ватутина — представитель того «народнического» направления в русской поэзии, которое можно условно обозначить вектором Некрасов — Евтушенко... 
Мария умеет в нужный момент включать разные свои лики и таланты. Вот она — человек из народа: «Эх, ухнем! Раззудись, плечо!». Вот она — простая женщина, любимая, мать. Вот она — человек, который иногда интересуется и политикой.

заместитель главного редактора журнала «Новый мир» Павел Крючков:

…Пришло время, и я хорошо узнал этого талантливого поэта нашего поколения, стихотворца с горячей душой и, как однажды сказано было о героях Достоевского, — человека без кожи... И одновременно — лирический поэт-рассказчик, как губка, впитавший боли, любови, драмы многоголосого, многоликого, измученного, родного отечества. 